# Schloss Parz

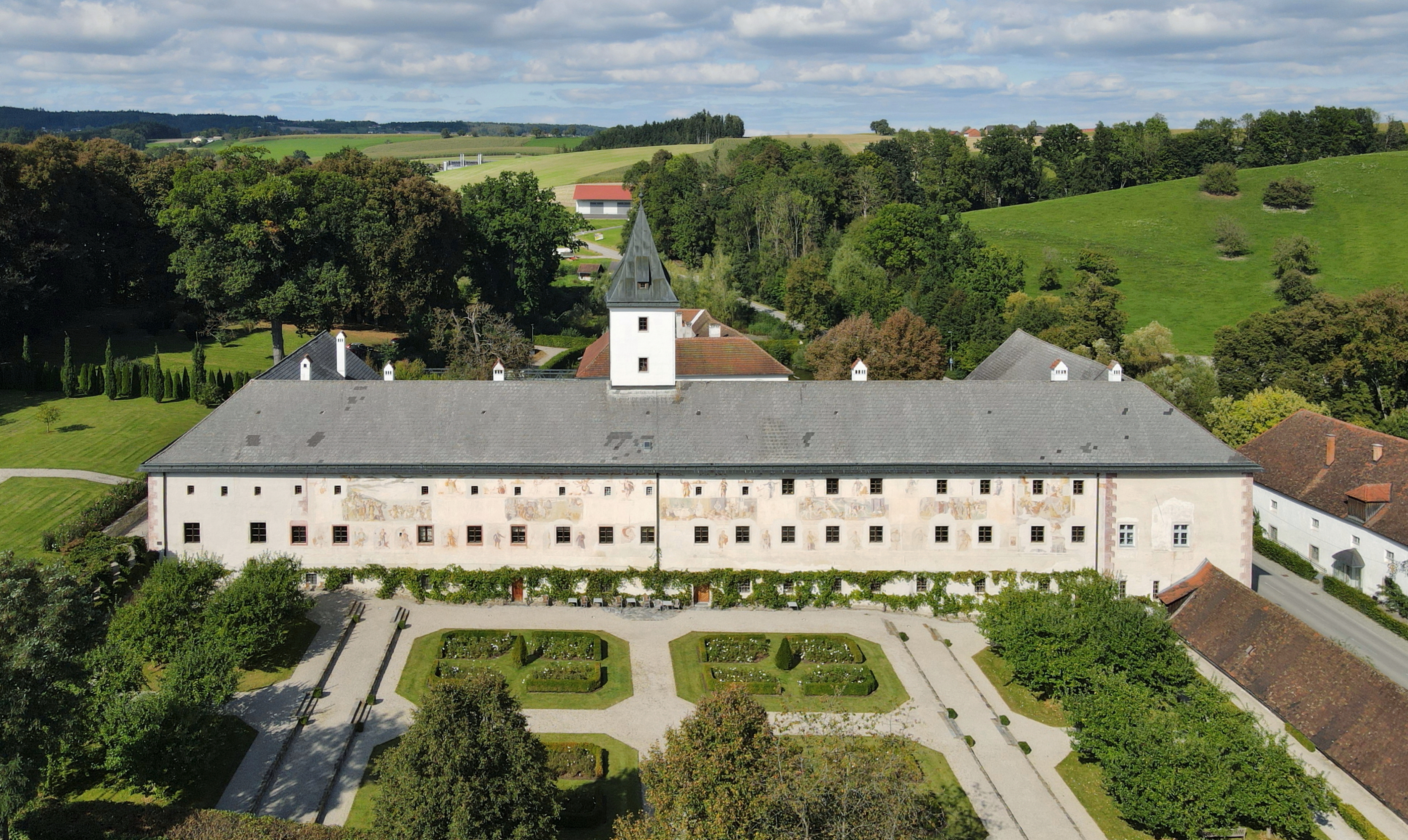
Schloss Parz

Das Schloss Parz in der Ortschaft Parz der oberösterreichischen Stadt Grieskirchen ist ein Landschloss, das um 1515 erbaut wurde. Es ist eines der größten Schlösser des Bundeslandes, befindet sich unmittelbar beim wesentlich kleineren Wasserschloss Parz und war das Zentrum der Oberösterreichischen Landesausstellung 2010.

## Geschichte

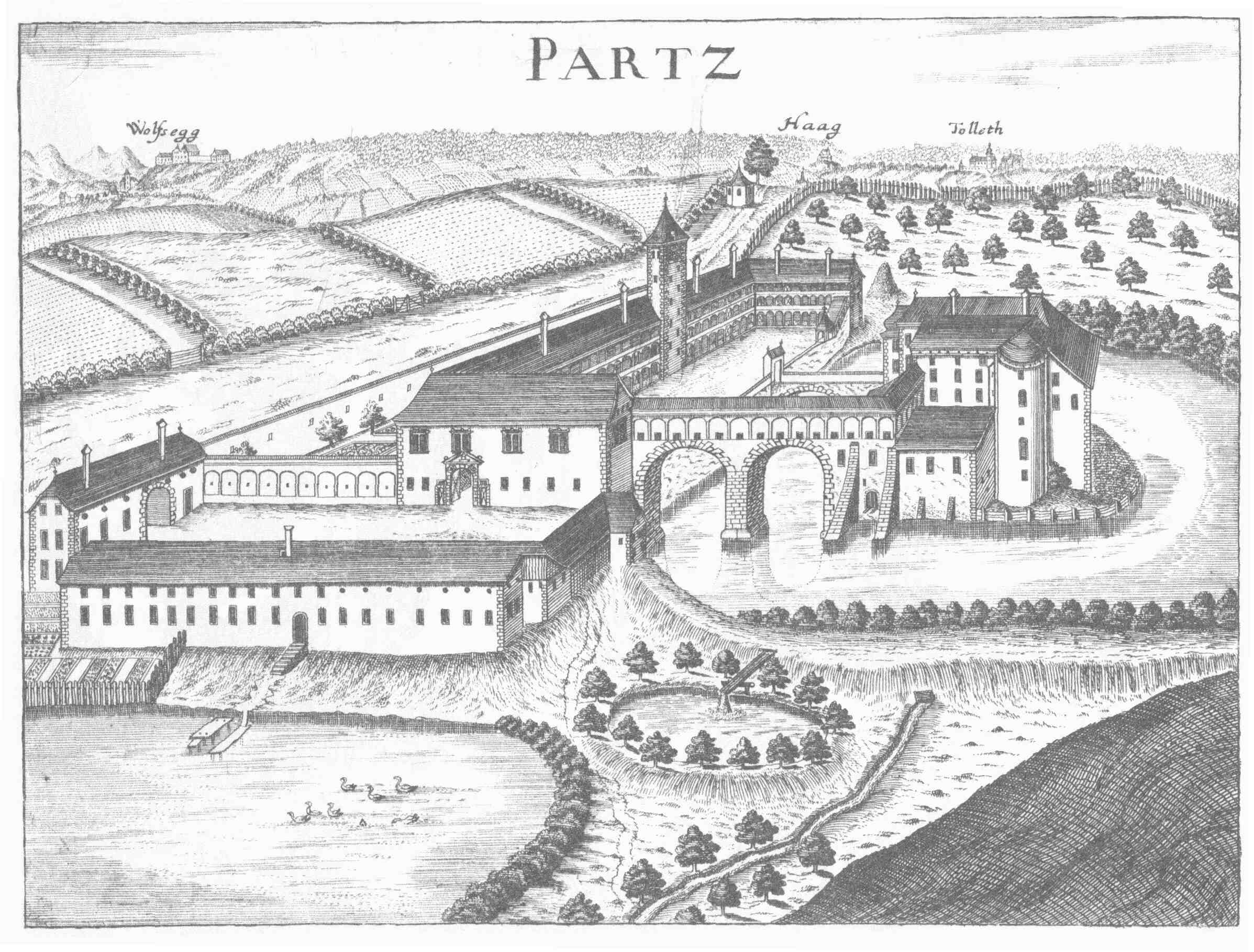
Schloss Parz nach einem Stich von Georg Matthäus Vischer von 1674

Nachdem die Pollheimer bereits 1398 die Burg und Herrschaft Tegernbach sowie den Markt Grieskirchen erworben hatten,
kaufte 1514 Sigmund Ludwig von Pollheim von Han(n)s Pürchinger die Herrschaft Parz und inkorporierte sie mit der etwa zwei Kilometer nordöstlich gelegenen Herrschaft Tegernbach (davon kommt der Name der Katastralgemeinde Pfleg von Schlüßlberg; die sehr alte Burg dort ist verfallen). Anschließend ließ Sigmund Ludwig von Pollheim mit Genehmigung vom Kaiser Maximilian I. die alte Burg in Tegernbach abtragen und errichtete, teilweise mit deren Abbruchmaterial, neben dem kleinen Wasserschloss Parz ein dreigeschoßiges Renaissanceschloss mit weitläufigen Wirtschaftsgebäuden, das man anfangs daher auch als Neu-Tegernbach bezeichnete und das erst später nach der Ortschaft Parz benannt wurde. Sigmund Ludwig von Pollheims gleichnamiger Sohn (1531–1598) baute das Schloss zu seiner heutigen Form aus und errichtete ein geistiges Zentrum des Protestantismus in Oberösterreich.
Nach dem Tod des kaiserlichen Kämmerers und Reichshofrates Gundacker von Polheim (1575–1644), der 1613 das Stadtrecht für Grieskirchen erlangt hatte, wurde das Schloss Parz veräußert. In der Folgezeit kam es zu kurzen Besitzphasen der Familien Pálffy, Harrach und Verdenberg. 1651 wurde das Schloss und die Herrschaft von David Graf Ungnad von Weissenwolff (1604–1672), einem Ritter des Ordens vom Goldenen Vlies, gekauft. Nach dem Aussterben dieser Adelsfamilie im Jahr 1961 kam die Schlossanlage über Antoinette Altgräfin von Salm-Reifferscheidt (1908–1962) und Karl Friedrich Maria Johann Mensdorff-Pouilly (1894–1981) im Jahr 1985 in den Besitz von Georg Spiegelfeld-Schneeburg, der sie restaurierte und revitalisierte, wobei die Landesausstellung 2010 eine Motivation darstellte.
Seit 2010 ist das Schloss im Besitz der Willy Messerschmitt-Stiftung. Die Fest- und Veranstaltungssäle werden für Hochzeiten, Konzerte und dergleichen genutzt. Außerdem werden in allen Etagen Büroflächen vermietet. Im Sommer finden im Schlosshof Open-Air-Veranstaltungen statt; der Renaissance-Garten ist zugänglich.

## Beschreibung

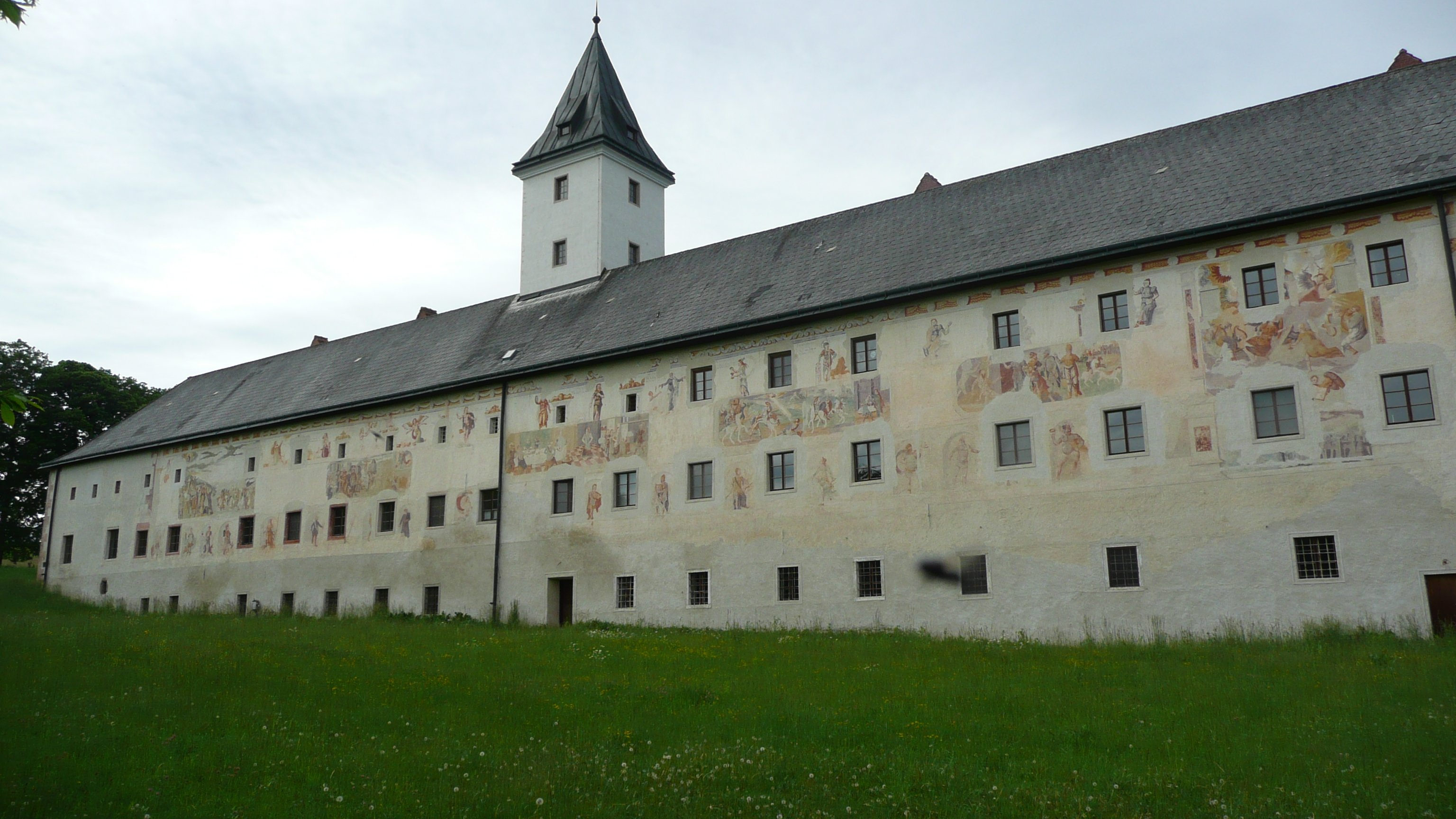
Südseite des Haupttraktes mit den ältesten, freigelegten Fresken

Das Schloss besteht aus einem dreigeschoßigen Haupttrakt mit Turm und zwei Seitenflügeln. 1987 entdeckte man an der etwa 100 m langen Südfassade großflächige Renaissancefresken. Sie wurden im Auftrag des Protestanten Sigmund von Pollheim angefertigt und haben die Überlegenheit des Protestantismus gegenüber dem Katholizismus zum Thema. Sie wurden mit Unterstützung der Messerschmitt Stiftung freigelegt. Bei der Szene des Durchzuges durch das Rote Meer handelt es sich um den seltenen Typ eines als Wandgemälde geschaffenen Konfessionsbildes. Das protestantische Gottesvolk wird verfolgt vom Pharao in Gestalt des Papstes, den neben Bischof und Kardinal auch feindliche Türken und Franzosen begleiten.

## Bildergalerie

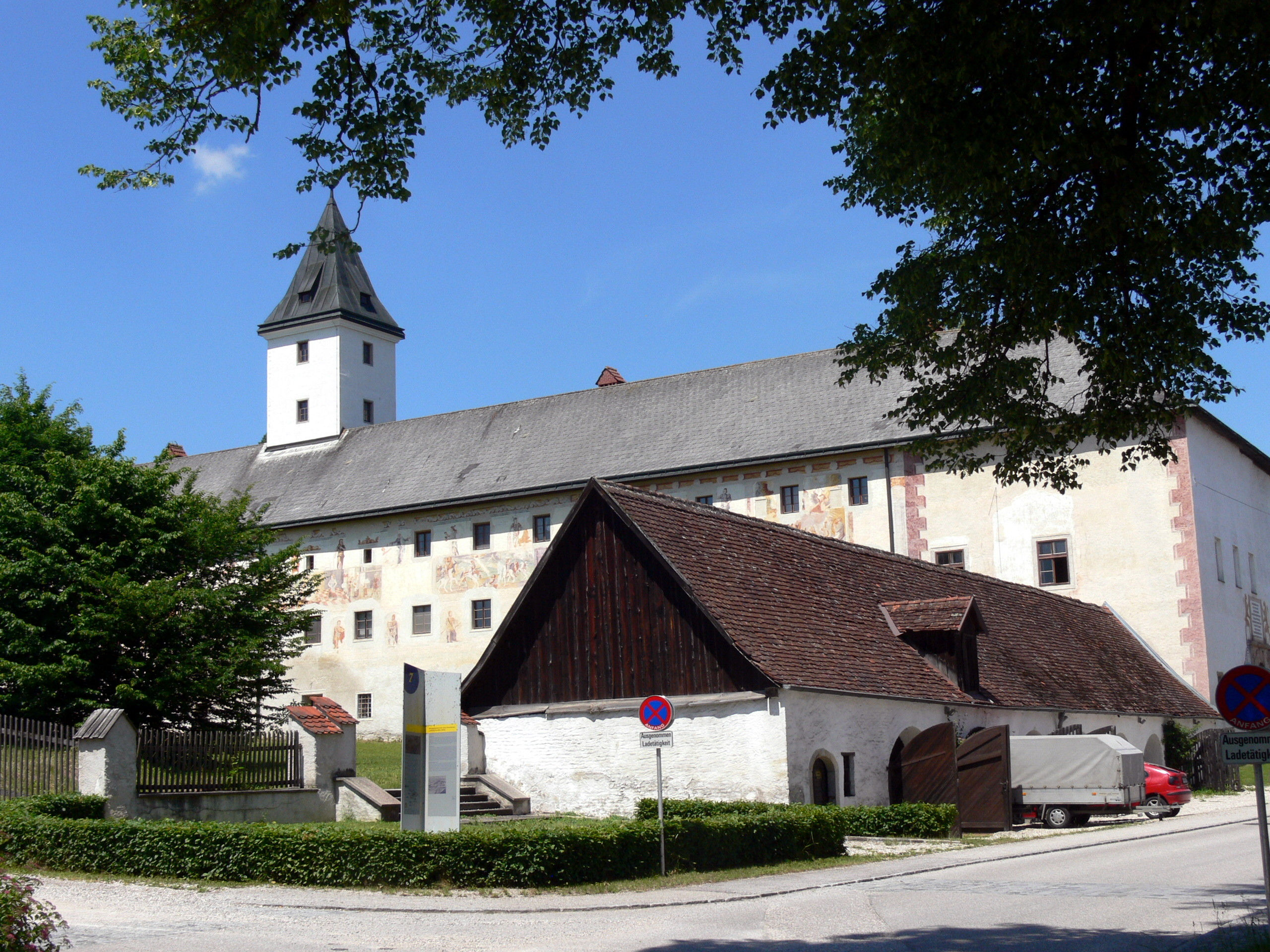
Schloss Parz mit Wirtschaftsgebäude
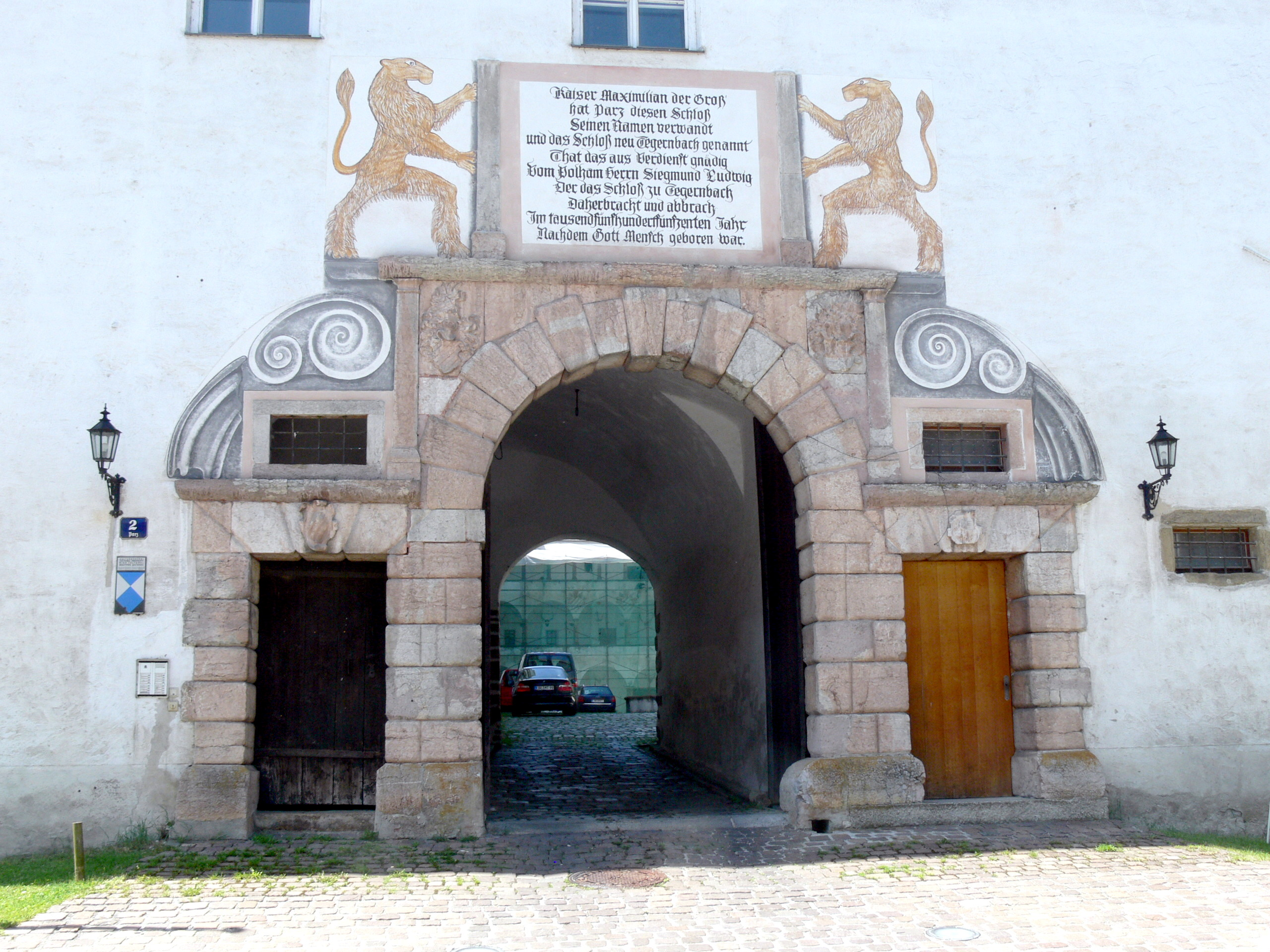
Das östliche Schlosstor
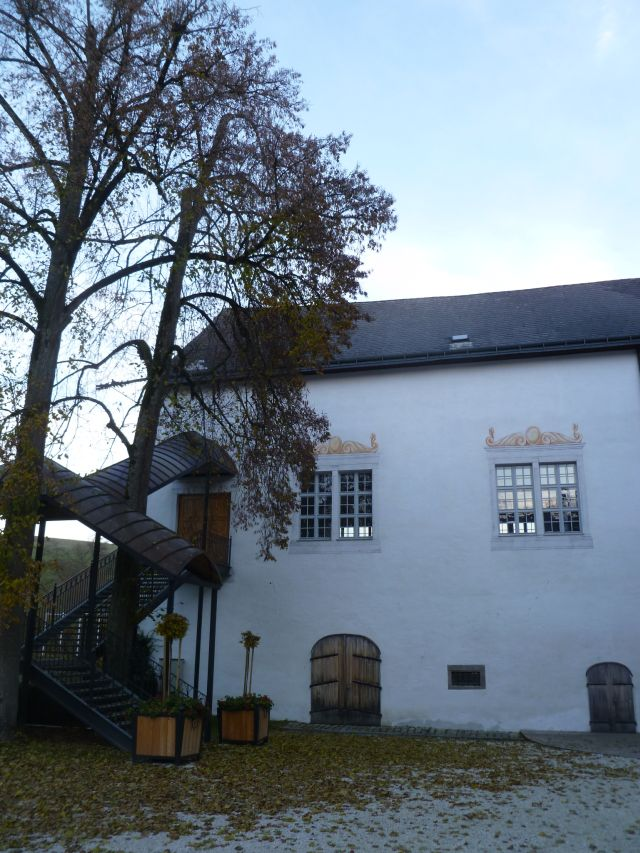
Seitentrakt des Innenhofs
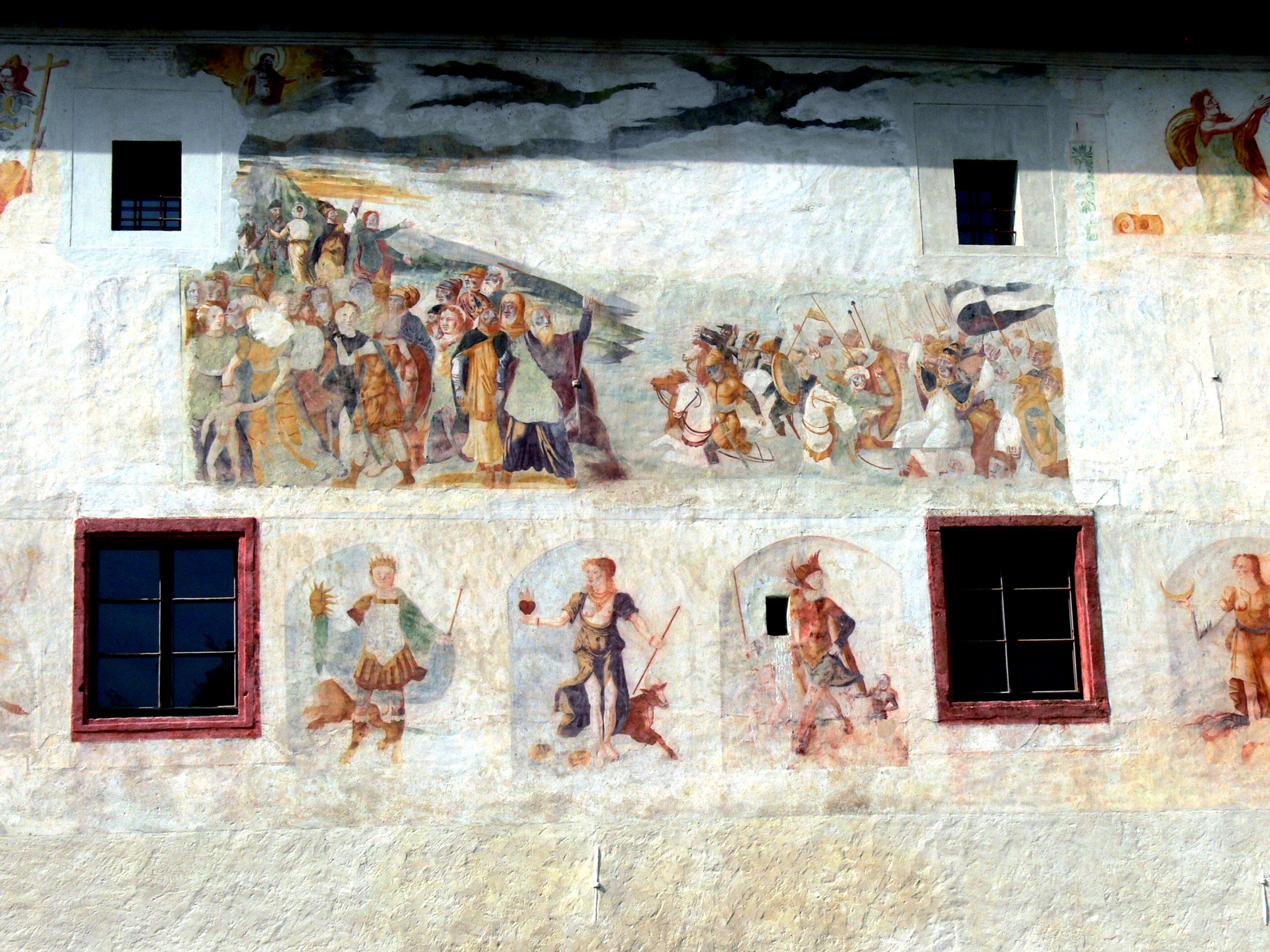
Durchzug durch das Rote Meer